# Václav Kudera-Křapík
Václav Kudera-Křapík, křtěný Václav, vlastním jménem Václav Kudera (27. září 1895, Nový Bydžov – 7. ledna 1987, tamtéž) byl český sochař, malíř a hudebník.

## Život
Václav Kudera se narodil v Novém Bydžově svobodné matce Anně Hassové, později se k otcovství přihlásil koželužský pomocník Johann Kudera a v roce 1896 malého Václava legimitisoval,. Po vyučení v oboru krejčovství nastoupil do práce v krejčovské dílně v Ústí nad Labem. Koncem roku 1915 byl odveden do armády a od ledna 1916 se účastnil bojů na východní frontě, kde se v červnu téhož roku dostal do zajetí. V letech 1918 až 1920 sloužil jako dobrovolník u pěšího pluku na Slovensku. V roce 1921 se usadil v Novém Bydžově, oženil se zde s Marií Křovinovou a začal pracovat jako krejčí.
Od mládí se učil hře na housle, flétnu, okarínu a foukací harmoniku. Hru na housle později vyučoval a složil pro ně několik písní. Celý život se věnoval kreslení a malování, inspiraci pro obrazy získával při cestách po okolní krajině. Po odchodu do penze se Václav Kudera začal zabývat sochařstvím. Autorova sochařská tvorba se řadí do oblasti českého naivního umění.
```
Pro naivního umělce Václava Kuderu je příznačný široký repertoár výrazových forem: kamenosochařství, řezbářství a loutkářství, kresba a malba, hudba, psaní povídek a básní. Oblibu našel především ve vytváření galerií slavných osobností. Zajímavým rysem jeho práce je mísení konkrétních postav, které spolu nemají nic společného. Tento milý a naivní rys tak umožňuje vidět vedle sebe například E. Pilarovou, J. A. Komenského, F. Palackého či královnu Nefertiti. 
```

## Výstavy

### Autorské
- 1966 Václav Kudera: Plastiky, Krajská galerie, Hradec Králové
- 1981 Václav Kudera Křapík (1895): Plastiky, Výstavní síň Městského národního výboru, Hradec Králové
- 1985 Václav Kudera - Křapík: Sochařské dílo a obrazy, Městské kulturní středisko, Nový Bydžov
- 1993 Václav Kudera - Křapík : Výběr z díla, Orlická galerie v Rychnově nad Kněžnou, Rychnov nad Kněžnou

### Kolektivní
- 1967 Naivní umění, Malinův dům, Havlíčkův Brod
- 1968 Rusalka vystupující z tůně - Naivní a fantaskní obrazy z Čech a Moravy 1964-1968, Dům umění města Brna, Brno
  - Rusalka vystupující z tůně - Naivní a fantaskní obrazy z Čech a Moravy 1964-1968, Jihomoravské muzeum, Znojmo
- 1973 Realita a fantazie, Severočeská galerie výtvarného umění v Litoměřicích, Litoměřice
- 1979 Naivní malba a plastika ČSR, Zámek Klášterec nad Ohří, Klášterec nad Ohří
- 1979/1980 Nové obrazy, plastiky a grafika (přírůstky z let 1971 - 1979), Výstavní a koncertní síň Bedřicha Smetany, Ústí nad Labem
- 1980 Nové obrazy, plastiky a grafika (přírůstky z let 1971 - 1979), Severočeská galerie výtvarného umění v Litoměřicích, Litoměřice
- 1982 Václav Kudera - Křapík: Plastiky, Bohumír Komínek: Obrazy, Kupkova výstavní síň, Opočno
- 1992 Naivní umění (ze sbírek Severočeské galerie výtvarného umění v Litoměřicích), Oblastní galerie Vysočiny v Jihlavě, Jihlava
- 2001/2002 Umělci čistého srdce / Artists of pure heart: Naivní a lidové umění, art brut / Naivist and folk art, art brut: Sbírka Pavla Konečného / Pavel Konečný Collection, Muzeum umění Olomouc - Muzeum moderního umění, Olomouc
- 2003 Umelci čistého srdca: Naivné a ľudové umenie, art brut: Sbierka Pavla Konečného, Múzeum inzitného umenia, Pezinok
- 2023 Zbožní zítřka: Umění vidět, Severočeská galerie výtvarného umění v Litoměřicích, Litoměřice